# Александру Осіпов
Александру Осіпов (рум. Alexandru Osipov; нар. 30 липня 2000, Молдова) — молдовський футболіст російського походження, лівий вінґер «Флорештів». 

## Життєпис
Дебютував у Національному дивізіоні Молдови за «Флорешти» 18 вересня 2020 року в програному (0:5) виїзному поєдинку проти тираспольського «Динамо-Авто», в якому вийшов на поле в стартовому складі, а на 36-й хвилині його замінив Андрій Кобець.
У січні 2021 року підписав контракт зі «Сфинтул Георге». У липні 2022 року приєднався до болгарського клубу «Крумовград».